# 円周率ノート

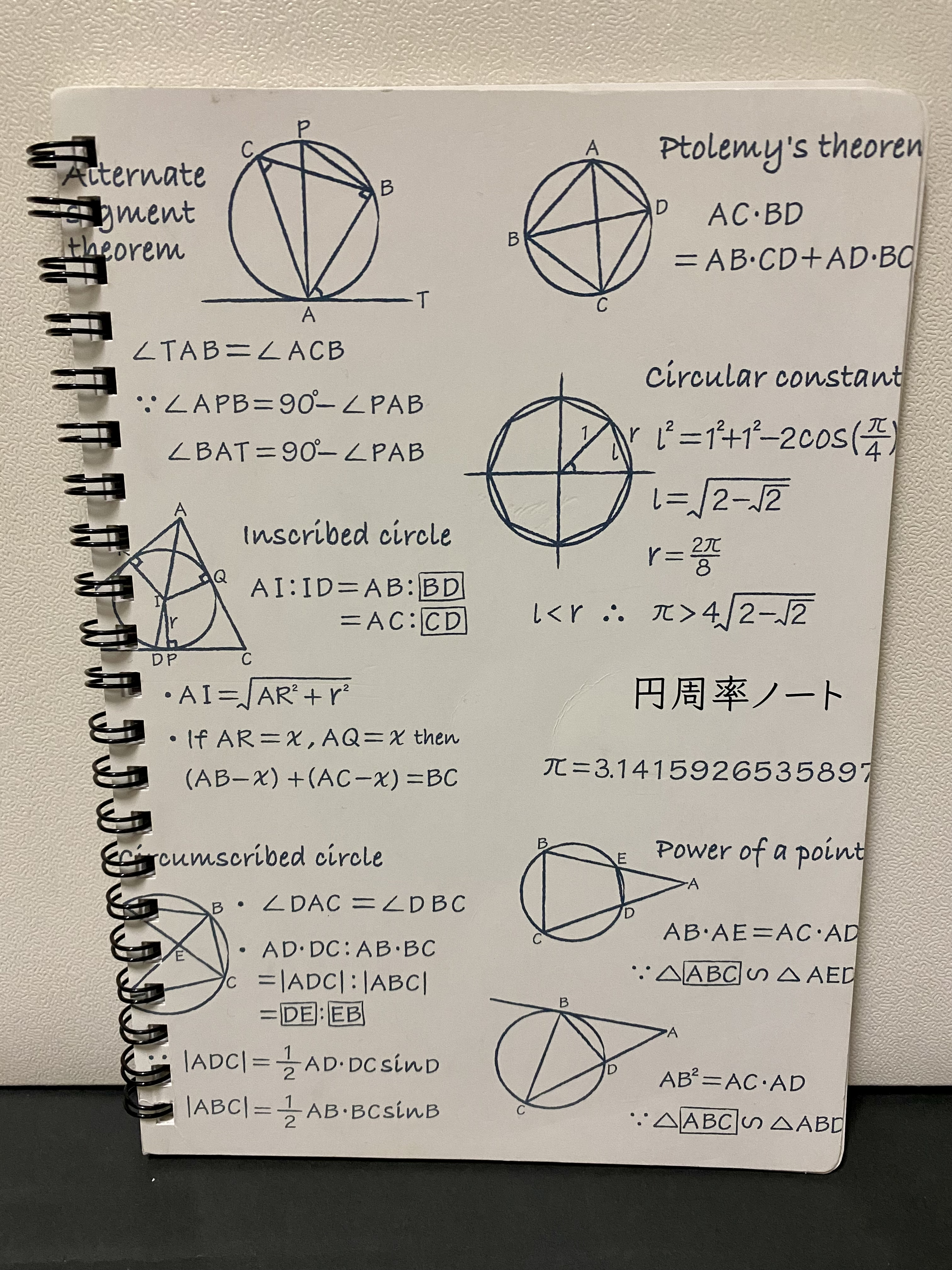
円周率ノート（白）

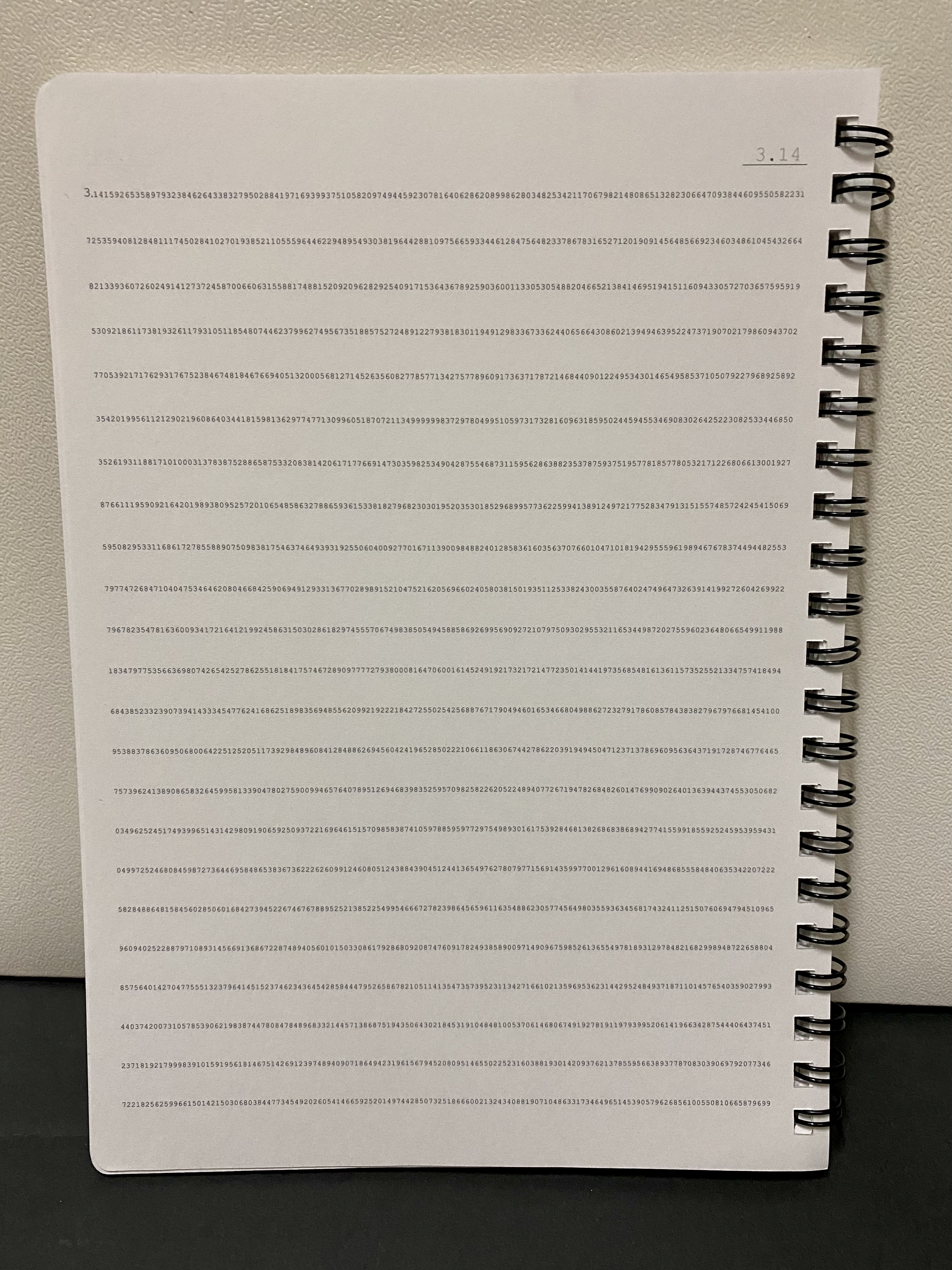
円周率ノートの1ページ。罫線が円周率の羅列になっている。

円周率ノート（えんしゅうりつノート）は、キングジムが制作し、ロフトが販売しているノートの商品名。2017年6月に販売を開始した。

## 概要
罫線が円周率の羅列（3.1415926535…）になっていることが特徴のノートである。もともとは没になった商品だったが、円周率の日である2017年3月14日にTwitterに投稿したところ、商品化を望む声が相次いで寄せられ、同年6月にロフトとのコラボ商品として発売された。

## 歴史

### 発売までの経緯
円周率ノートは2016年ごろに会議で上がった企画であり、2016年6月12日放送のTBSの番組『がっちりマンデー!!』ではその会議の様子が放映されていたが、商品化プレゼンに上がる前の段階で没になっていた。
しかし、2017年3月14日の円周率の日に合わせて写真と共にTwitterに投稿したところ、反響があり、ツイートから3日後の3月17日時点でリツイート数は1万2千を超えた。この投稿についてキングジムは「自由な発想で商品を作ることを心掛けています。その雰囲気が伝わればいいと思って投稿しました。」と答えている。
すると、このツイートを目にしたロフトの担当者から連絡があり、3月14日のうちに商品化が決定した。その後、キングジムのデザイナーが表紙と細部のデザインなどを考案した。
そして同年6月19日、キングジムとロフトから各2000冊の数量限定で商品化することが発表された。

### 発売後
発売することが発表された4日後の6月23日に、ロフトのECサイトである「ロフトネットストア」と同日オープンした「銀座ロフト」にて税別314円で先行販売された。なお、銀座ロフトでは314冊限定で販売し、キングジムのTwitter担当者（いわゆる中の人）が手描きしたPOPが置かれた。そして、同日11時に販売を開始したロフトネットストアでは僅か17分後の11時17分に売り切れ、銀座ロフトでも発売日のうちに完売した。
その後の7月25日には、全国のロフト全店とロフトネットストアで税別380円で発売を開始した。
円周率ノートの大ヒットを受け、2018年3月9日より、それの第2弾となる「元号」「百人一首」「素数」「国名」「市名」がノートの罫線になっている『雑学罫線ノート』の発売を開始した。さらに2020年7月・8月にロフトにて行われたイベント「文フェス2020」では、第3弾となる「元素記号」「新元号」「常用漢字」が罫線になっているノートを発売した。

## 反響と評価
2018年1月に週刊朝日がロフトに取材した「ロフト平成ヒットアイテム」では、文具部門に円周率ノートが挙げられた。また、それの第2弾として発売された雑学罫線ノートは、発売から2018年5月末までの約3ヶ月間で累計売上数は2万5,000冊を突破し、売上に直結した。
このように没になった企画でも商品化に繋がったのは、キングジムの公式Twitterが日頃からユーザーと積極的に交流してファンを作り出した結果だという見解がある。

## 製品

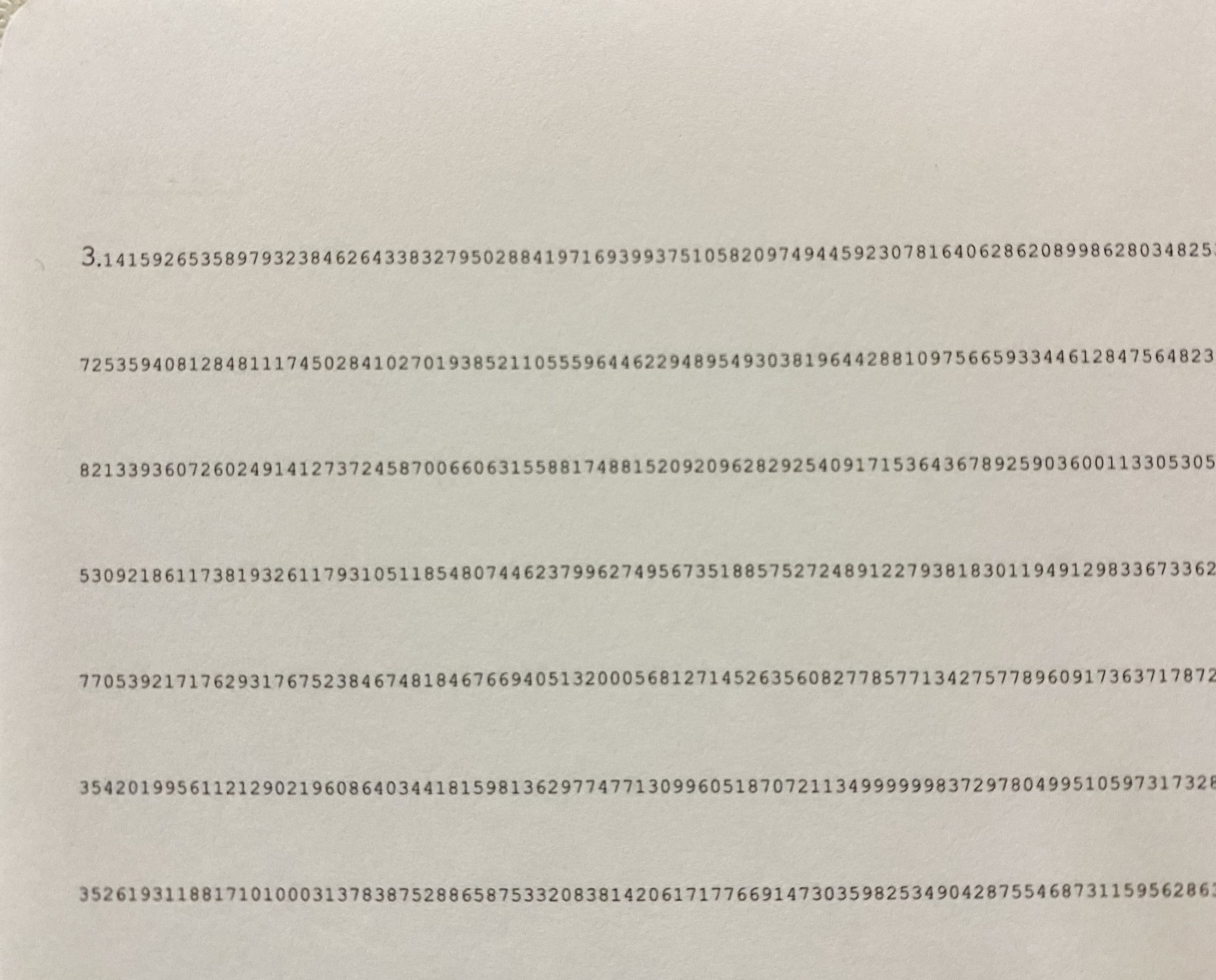
円周率ノートの罫線を拡大したもの。左上から「3.1415926535…」と続いている。

円周率ノート
2017年6月に販売開始。カラーは黒板とホワイトボードをイメージした緑と白の2色があり、定価はそれぞれ税抜380円。ページ枚数は50枚で、サイズはA5、綴じ方はツインリング綴じとなっている。ノートの表紙には円周率のほか、さまざまな円にちなんだ数式や図形が描かれている。
ノートの罫線には円周率の羅列（3.1415926535…）が書かれており、目立ち過ぎず、かつ数字が読める大きさに調整されている。このノートの1ページに書かれている数字は約3800桁にものぼる。また、日付の部分には「3.14」と書かれている。
雑学罫線ノート
第2弾は2018年3月、第3弾は2020年7月に販売開始。サイズはいずれもA5。第2弾のものである「元号」は大化から平成まで、「百人一首」は100人の歌人の和歌を全て記載、「素数」は2から5107までの素数を記載、「国名」は2017年5月時点の国際連合加盟国である193ヶ国を記載、「市名」は日本の市名が全国地方公共団体コード順ですべて記載、というような内容となっている。第3弾は「元素記号」「新元号」「常用漢字」の3種類がある。